# Cremia
Cremia ist eine norditalienische Gemeinde (comune) mit 697 Einwohnern (Stand 31. Dezember 2023) in der Lombardei. 

## Geographie
Die Gemeinde liegt etwa 34 Kilometer nordnordöstlich von Como am Comer See und grenzt unmittelbar an die Provinz Lecco. 
Am Fuße des Berges Monte Bregagno (2107 m ü. M.) wurde der Ort 1172 als Kontrollposten am See errichtet. 
Die Nachbargemeinden sind: San Siro, Plesio, Pianello del Lario, Garzeno und Dervio.

## Geschichte
In der spätlateinischen Zeit wird angenommen, dass Cremia von einer wichtigen Straße, der Via Regia, durchquert wurde, die die Stadt Cremona mit Clavenna verband, indem sie durch Mediolanum führte, von der einige mögliche Fragmente in den Wäldern in Richtung Santa Maria Rezzonico gefunden wurden. 
Im frühen Mittelalter befand sich an dieser Strecke eine feudale Burg der Familie De Castro Cremiae, die im 11. Jahrhundert bezeugt ist, aber vielleicht schon zu den 28 von Titus Livius erwähnten Burgen im Lario-Gebiet gehörte. Im Jahr 1240 und bis zum Ende des 18. Jahrhunderts war die Gemeinde Cremia Teil der Pfarrei Dongo.
In den Anhängen der Statuten von Como aus dem Jahr 1335 wird Cremia als die Gemeinde genannt, die für die Instandhaltung eines Teilstücks der Straße nach Novate Mezzola zuständig war, die aptare abinde supra brachia centum triginta.
Zur Zeit des Herzogtums Mailand, ab Ende des fünfzehnten Jahrhunderts, folgte die Gemeinde Cremia für etwa drei Jahrhunderte dem Schicksal des Lehens der sogenannten Tre Pievi superiori von Dongo, Gravedona und Sorico.
Im Jahr 1751 umfasste das Gebiet der Gemeinde Cremia bereits die Ortsteile Verè, Cheis, Cadrelio, Samajno, Cantone, Vignola, Somano, Sumurano, Guajno, Pusgnano, Motto, Colceno, Marnino und San Vito.

## Demographische Entwicklung
Daten von ISTAT
| Bevölkerungsentwicklung | Bevölkerungsentwicklung | Bevölkerungsentwicklung | Bevölkerungsentwicklung | Bevölkerungsentwicklung | Bevölkerungsentwicklung | Bevölkerungsentwicklung | Bevölkerungsentwicklung | Bevölkerungsentwicklung | Bevölkerungsentwicklung | Bevölkerungsentwicklung | Bevölkerungsentwicklung | Bevölkerungsentwicklung | Bevölkerungsentwicklung | Bevölkerungsentwicklung | Bevölkerungsentwicklung | Bevölkerungsentwicklung | Bevölkerungsentwicklung |
| ----------------------- | ----------------------- | ----------------------- | ----------------------- | ----------------------- | ----------------------- | ----------------------- | ----------------------- | ----------------------- | ----------------------- | ----------------------- | ----------------------- | ----------------------- | ----------------------- | ----------------------- | ----------------------- | ----------------------- | ----------------------- |
| Jahr                    | 1861                    | 1871                    | 1881                    | 1901                    | 1911                    | 1921                    | 1931                    | 1936                    | 1951                    | 1961                    | 1971                    | 1981                    | 1991                    | 2001                    | 2011                    | 2013                    | 2021                    |
| Einwohner               | 1202                    | 1200                    | 1066                    | 1103                    | 877                     | 909                     | 845                     | 869                     | 882                     | 808                     | 842                     | 826                     | 777                     | 761                     | 709                     | 721                     | 687                     |

## Sehenswürdigkeiten
- Kirche San Michele (16. Jahrhundert)[2]
- Kirche San Vito e Modesto  (11. Jahrhundert) im Ortsteil San Vito[3]

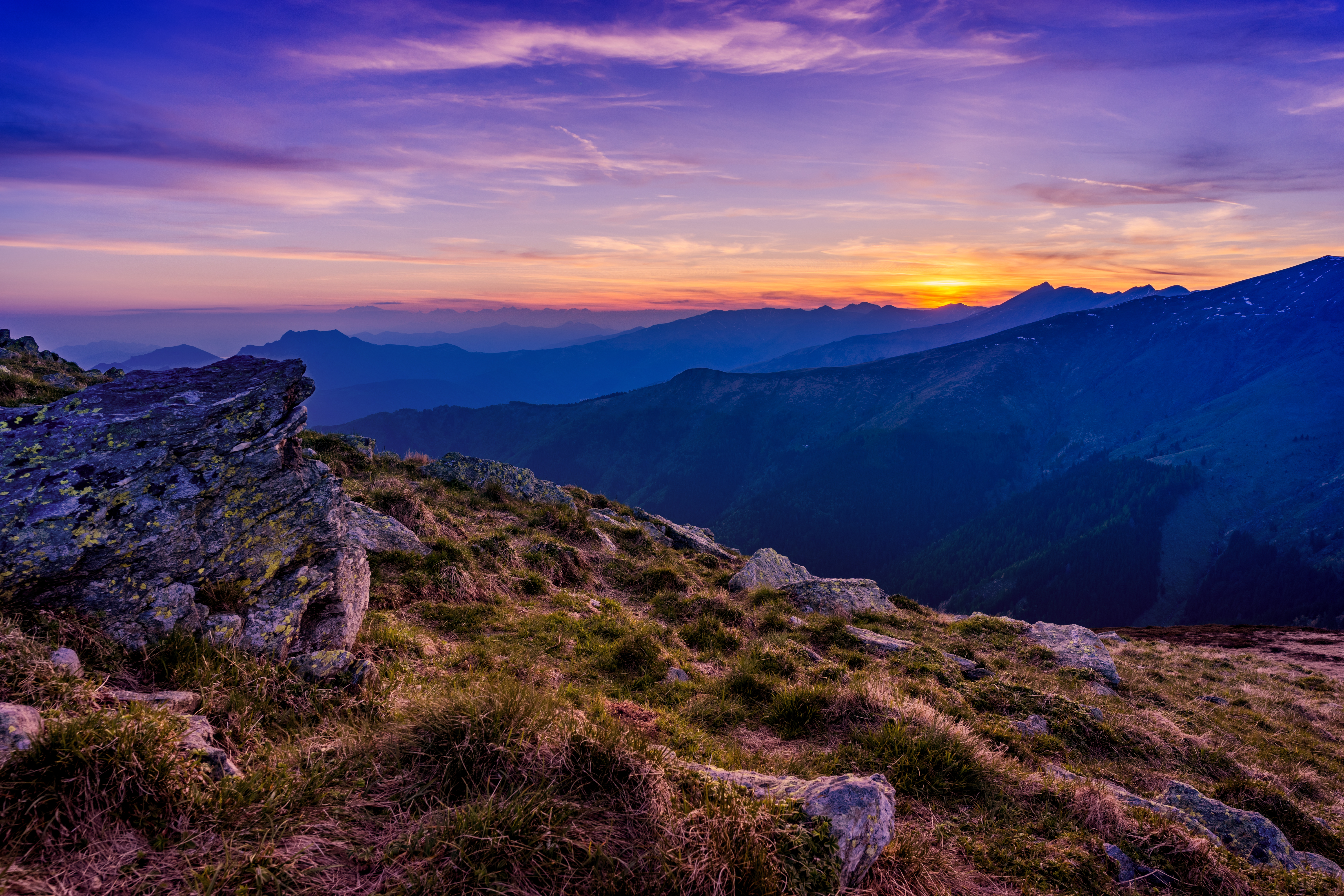
Bregagnoberg

## Verkehr
Entlang dem Westufer des Comer Sees führt die Strada Statale 340 von Tremezzo zum nordöstlichen Ende des Comer Sees.